# Melanargia donsa
Melanargia donsa är en fjärilsart som beskrevs av Hans Fruhstorfer 1916. Melanargia donsa ingår i släktet Melanargia och familjen praktfjärilar. Inga underarter finns listade i Catalogue of Life.